# Premature (2019)
Premature ist ein romantisches Filmdrama von Rashaad Ernesto Green, das im Januar 2019 beim Sundance Film Festival seine Premiere feierte.

## Handlung
Die 17-jährige Afroamerikanerin Ayanna ist im nächtlichen Harlem unterwegs. Es ist Sommer, und die letzten Tage vor dem Beginn ihres Studiums haben begonnen. Erst noch beobachtet sie im Zug zwei Liebende beim Küssen, dann lernt sie Isaiah kennen, einen netten Musikproduzenten, der gerade erst in die Stadt gezogen ist.

## Produktion

### Stab und vorausgegangener Kurzfilm
Regie führte Rashaad Ernesto Green, der neben Darren Dean und Joy Ganes auch Produzent des Films war. Susan Kelechi Watson, bekannt für ihre Rolle in This is Us, fungierte als Executive Producer. Es handelt sich nach Gun Hill Road aus dem Jahr 2009 um seinen zweiten Spielfilm als Regisseur. Green wurde 1978 in der Bronx geboren und wuchs auch in New York auf. Er besuchte die Filmschool der NYU und war anschließend als Regisseur für einzelne Folgen der Fernsehserien Grimm, Vampire Diaries, Supernatural und Marvel’s Luke Cage tätig. Green schrieb auch gemeinsam mit Zora Howard das Drehbuch für Premature. Mit der damals 14-jährigen Howard in der Hauptrolle hatte Green bereits einen Kurzfilm mit gleichem Titel realisiert und ist seitdem mit ihr befreundet. Howard spielte in dem Kurzfilm noch Tisha.
Die Idee für den Film war ihnen gekommen, als sich Howard in den Winterferien in ihrem letzten Semester an der Schauspielschule befand. Da sie das Gefühl hatten, dass es eine Überfülle an Filmen gibt, die mit schwarzer Viktimisierung zu tun haben, mit der Angst, dem Leiden, dem Schmerz und dem Tod eines Schwarzen, wollten sie die andere Seite dieser Gleichung erforschen und einen Film über schwarzes Leben und schwarze Liebe machen, so Green.

### Besetzung, Filmmusik und Songs
In dem Langfilm spielt Howard nun in der Hauptrolle Ayanna. Joshua Boone spielt den Musikproduzenten Isaiah, der gerade erst in die Stadt gezogen ist. In weiteren Rollen sind Michelle Wilson als Sarita, Alexis Marie Wint als Tenita, Imani Lewis als Shonté, Tashiana Washington als Jamila, Carter Redwood als Nick und Cecil Blutcher als Yorell zu sehen. Es handelt sich bei den Darstellern um eine Mischung aus Schauspielern und Laienschauspielern. Die Filmcrew sprach hierfür Menschen an, die sie kannten.

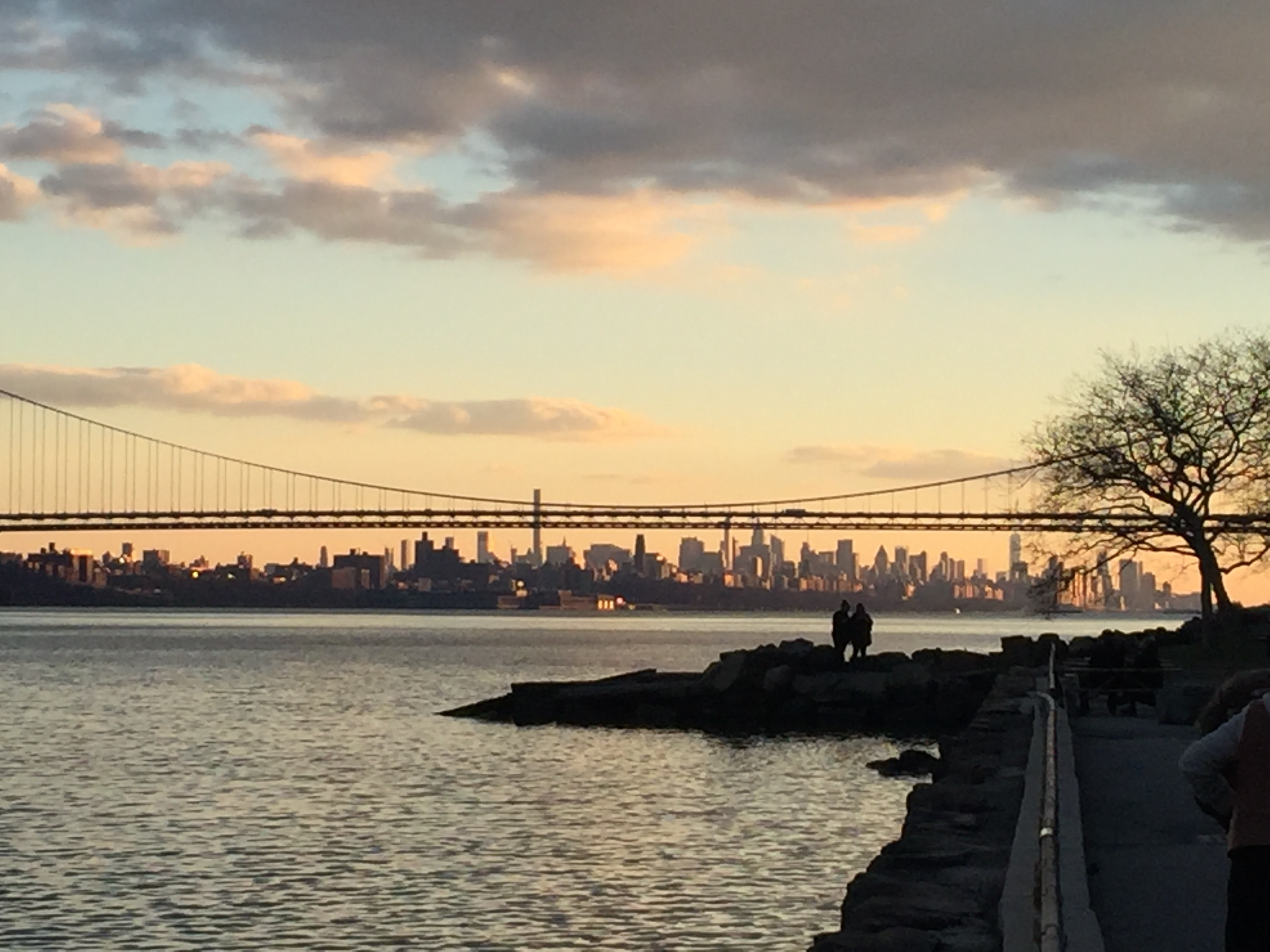
Ayanna und Isaiah küssen im Film am Hudson River vor der Kulisse der Skyline Manhattans

Die Filmmusik komponierten Patrick Cannell und Stefan Swanson, deren Jazz-Partitur vielfach als wunderschön beschrieben wurde, für den Film allerdings ungeeignet erscheint, da die Menschen hier auf Hip-Hop, Rap, Neo Soul und R&B stehen, so unter anderem der Filmkritiker Dwight Brown. Weitere im Film verwendete Songs sind unter anderem Boricua, Boricua und Mi Gatita Negra von La Bruja, Until We Get It Right und Entrez Vous der Clayton Brothers und Waitin’ und Creation Bang von Cecil Blutcher, die im Film in der Rolle von Yorell zu sehen ist. Zudem singt die Carnegie-Mellon-Absolventin Myha’la Herrold, die im Film in einer Nebenrolle eine Chanteuse namens Dymond spielt, die Songs Blue und John Forbid. Letzteres Lied fasst auch in einer Zeile nochmal die Geschichte des Films zusammen: „We were too young to live this old.“

### Dreharbeiten und Veröffentlichung
Die Aufnahmen entstanden an 18 Drehtagen in Harlem, so in U-Bahnen und Straßen und vielen weiteren Orten in  dem New Yorker Stadtviertel. Eine Kussszene zwischen Isaiah und Ayanna entstand am Ufer des Hudson Rivers. Kamerafrau Laura Valladao drehte den Film auf 16-mm.
Eine erste Vorstellung erfolgte am 26. Januar 2019 beim Sundance Film Festival. Am 21. Februar 2020 kam der Film in ausgewählte US-Kinos und wurde auch als Video-on-Demand veröffentlicht.

## Rezeption

### Altersfreigabe und Kritiken
In den USA erhielt der Film von der MPAA ein R-Rating, was einer Freigabe ab 17 Jahren entspricht.
Der Film wurde von 93 Prozent aller bei Rotten Tomatoes erfassten Kritiker positiv bewertet und erhielt 7,7 von möglichen 10 Punkten.

### Auszeichnungen
Independent Spirit Awards 2020
- Nominierung für den John Cassavetes Award

Sundance Film Festival 2019
- Nominierung für den NEXT Innovator Award